# Gravity Rush
Gravity Rush, connu au Japon sous le nom de Gravity Daze (重力的眩暈:上層への帰還において彼女の内宇宙に生じた摂動), est un jeu vidéo développé par Japan Studio et édité par Sony Computer Entertainment en 2012 sur PlayStation Vita. Réalisé par Keiichiro Toyama et écrit par Naoko Sato (membres de l'équipe Project Siren qui ont travaillé sur la série Forbidden Siren). Le jeu repose sur la capacité du joueur à contrôler la gravité, offrant une palette de mouvements et une navigation uniques.
Une version remastérisée sort sur PlayStation 4 en décembre 2015 au Japon et en février 2016 en Occident. Une suite, Gravity Rush 2, est sortie en 2017 sur PlayStation 4 uniquement.

## Trame

### Synopsis
Le jeu se déroule dans la ville flottante fictive d'Hekseville. L'histoire commence par l'apparition du personnage dirigé par le joueur, une fille nommée Kat qui a perdu la mémoire. Elle rencontre un mystérieux chat noir qui lui offre la possibilité de contrôler la gravité. Kat va utiliser ce pouvoir pour protéger les habitants menacés par une tempête de gravité et des monstres appelés Névis, apparus avec elle.

### Personnages
Kat : Kat est le personnage principal de Gravity Rush 1 et 2. Au début de l'histoire, Kat « tombe du ciel » et a perdu la mémoire, elle rencontre un petit chat noir qui lui donne des pouvoirs spéciaux : elle peut contrôler la gravité, elle appellera son chat « Poussière ». Kat rencontre un jeune homme nommé Syd, c'est d'ailleurs lui qui lui donne le nom de « Kat » par rapport à son chat.
Elle se donne la mission de protéger Hekseville et devient assez vite l'héroïne de la ville que tout le monde appelle : La reine de la gravité. Elle protège Hekseville des Névis qui sont des monstres noir. Au début de Gravity Rush 1, elle est l'ennemie de Raven mais au fur et à mesure elles deviennent très proches, au point de devenir inséparables dans Gravity Rush 2. Elle disparaît pendant un an à la suite de sa disparition dans la « tribu » des enfants perdus.
À son retour, tout a changé : la ville est protégée par Yunica, un cyborg, et est dirigée par un nouveau maire tyrannique. Le maire a créé une machine appelée l'anémone, qui était censé protéger la ville des névis. Mais la machine se dérègle car la machine en question était alimentée à base d'énergie nevis, et attaque Hekseville. Kat combattra aux côtés de Yunica pour arrêter ce malheur, et elle réussit à ramener la paix à Hekseville. Dans Gravity Rush 2, elle est aspirée par une tempête gravitationnelle avec Raven et Syd, mais se retrouve seule avec Syd sur une colonie de mineurs, Banga, qui est dirigée par Lisa. Après deux ans de labeur dans les mines de minerai gravitationnel, Kat retrouve son chat Poussière, et donc ses pouvoirs. Quelques jours plus tard, les péniches minières qui constituent le village de Banga accostent à Jirga Para Lhao pour vendre leur minerai.
Elle se lie d'amitié avec Cecie, la fille adoptive de Lisa. Plus tard, elle devra affronter « la tempête nocturne » qui est en réalité Raven, contrôlée par les autorités locales grâce à un masque de fer. Après avoir libéré Raven, elle tentera de se rebeller contre le Conseil (gouvernement de Jhirga Para Laho) avec Vogo, un marchand douteux, et ce, contre les ordres de Lisa. Mais cette tentative échoue, et le conseil prend en otage Lisa, Cecie et Syd. Raven et Kat acceptent alors une mission du Conseil consistant à explorer une tempête gravitationnelle, en échange de leurs amis. Dans la tempête, Kat découvre un nouveau pouvoir, le style lunaire, ainsi que les ruines de Neuf Hiraleon, la ville dans laquelle a eu lieu la tempête qui l'a emportée si loin d'Hekseville trois ans auparavant. Malheureusement, une fois de retour devant le Conseil, ceux-ci refusent de libérer les otages. Raven et Kat reprennent donc leurs amis de force, et permettent par la même occasion au peuple de Jirga Para Lhao de se rebeller contre leur gouvernement. Durant les débats à propos de l'avenir de la ville, Neu Hiraleon apparaît à l'aide d'une faille gravitationnelle, mais elle semble vivante et commence à engloutir Jirga Para Lhao dans une tempête. Kat et Raven décident donc d'aller détruire le réacteur gravitationnel du monstre dans lequel Kat trouvera son second pouvoir, le style Jupiter.
Arrivées au noyau, elles découvrent Cecie, inconsciente. Elles entreprennent alors de détruire le réacteur, corrompu par les névis, mais sont à nouveau aspirées par une tempête. Kat est de retour à Hekseville, seule avec Poussière.
En redécouvrant la ville, elle apprend qu'une nouvelle star remplace son rôle de protectrice : Kali Angel. Kali se moquera souvent de Kat du fait qu'elle est oubliée de tous. Kat fera la rencontre d'un homme à qui elle fera visiter la ville, avant d'apprendre qu'elle était en compagnie du futur maire de la ville, le Docteur Brahman. Père adoptif de Kali Angel, il est aussi adulé par les citoyens, inventeur de génie et créateur du système Anti-tempête, basé sur des unités de robots cyclopes volants, assistant les forces de l'ordre, et des aéroglisseurs en forme de fleur variables de récolter l'énergie gravitationnelle des névis. Mais Kat retrouve ses amies Yunica et Parmet, désormais membres de la résistance, qui lui montrent le vrai visage de Brahman : celui d'un savant fou qui veut figer le temps pour retrouver sa fille, coincée sur un plan temporel. S'ensuit un combat où elle est rejointe par Raven. Elles parviennent à contrecarrer les plans de Brahman, mais Cecie, qui était restée réservée, se transforme en Durga Angel, la sœur de Kali. Malheureusement, même avec l'aide de Raven, Kat ne fait pas le poids face à Kali et Durga. C'est alors que les créateurs apparaissent, et imposent aux deux héroïnes une vision onirique qui leur enseigne un pouvoir permettant de fusionner avec leur animal : les modes Corbeau et Panthère. À leur réveil, Kat et Raven sont prêtes à combattre, mais Kali n'a pas dit son dernier mot. Dans un acte désespéré, elle s'empare de Durga et se transforme en un monstre gigantesque mêlant visages, bras et jambes. Après avoir vaincu Kali, les deux gravitéenes récupèrent Cecie, saine et sauve, qui a retrouvé ses esprits. Elles assistent ensemble à l'arrivée de Jirga Para Lhao et de Banga, dirigés par Lisa.
Raven : Raven est une fille mystérieuse et extrêmement puissante qui, comme Kat, est une gravitéene. À l'origine hostile envers Kat, elle devient finalement une alliée alors que ses motifs sont révélés. Elle a un Corbeau, Poussette (nom français due à une mauvaise traduction), qui reflète la capacité de Poussière à accorder ses pouvoirs de gravité.
Syd : Syd est un personnage majeur dans Gravity Rush et sa suite. Il apparaît assez souvent dans les deux jeux et est la troisième personne que Kat rencontre en se réveillant à Hekseville, après Aujean et son fils Eugie.

## Système de jeu
Le mécanisme de contrôle de gravité permet de se mouvoir dans les airs, de marcher sur les murs, et d'attaquer les ennemis à l'aide de plusieurs techniques de combat. Le joueur appuie d'abord sur un bouton pour faire flotter le personnage dans les airs, puis vise un endroit précis en basculant la console, il presse à nouveau le bouton pour atterrir sur la plate-forme choisie. Les déplacements de Kat reposent alors sur un centre de gravité qui lui est propre. Le gyroscope de la Vita est utilisé pour détecter le basculement de la console.
Le jeu contient également des éléments de jeu de rôle, et propose la possibilité de gagner des niveaux, d'accomplir des quêtes annexes, de combattre des ennemis optionnels ou d'explorer de vastes environnements. Au fil du jeu, Kat gagne de nouvelles compétences, telle l'attaque gravitationnelle ou le pouvoir de déplacer des objets par télékinésie.

## Développement
Le jeu est réalisé par Keiichiro Toyama, connu pour avoir conçu des jeux du genre survival horror tels que Silent Hill et Forbidden Siren. Il déclare dans une interview avoir eu l'idée de Gravity Rush plus de 10 ans avant sa sortie, le décrivant comme le premier jeu qu'il voulait créer, avant même qu'il ne commence à travailler sur Silent Hill. Selon lui, les bandes dessinées de Mœbius qu'il a lu étant jeune l'ont inspiré lors de la création du monde de Gravity Rush,, citant notamment un de ses albums représentant des "images de personnes flottant dans l'air" comme une influence. Cependant, Toyama a également voulu ajouter des éléments de la culture manga, qui se retrouvent dans le personnage principal, Kat.

## Support de distribution
Le jeu est d'abord disponible sous forme physique et numérique aux États-Unis, et au Japon. À l’origine, Gravity Rush n'est censé être distribué qu'en téléchargement en Europe mais Sony annonce finalement sa disponibilité sous forme physique et numérique lors de sa sortie.

## Accueil
Le jeu est unanimement acclamé par la critique. Le magazine spécialisé japonais, Famitsu, lui décerne les notes 10/9/9/10, résultant en un total de 38 sur 40, ce qui en fait un des jeux PlayStation Vita les mieux notés par ce magazine. Christian Donlan d'Eurogamer écrit : « si vous êtes attirés vers les jeux avec une satisfaction offerte par les mécaniques les plus simples, Gravity Rush est un véritable plaisir ». Le site français Gameblog déclare que dans ce titre, « il y a un véritable amour du jeu » et qu'on a « envie de le serrer très fort car il nous a tant manqué ».

## Adaptation cinématographique
Une adaptation cinématographique réalisée par Anna Mastro et écrite par Emily Jerome serait en développement chez PlayStation Productions et Scott Free Productions.